# Transformation de Hilbert

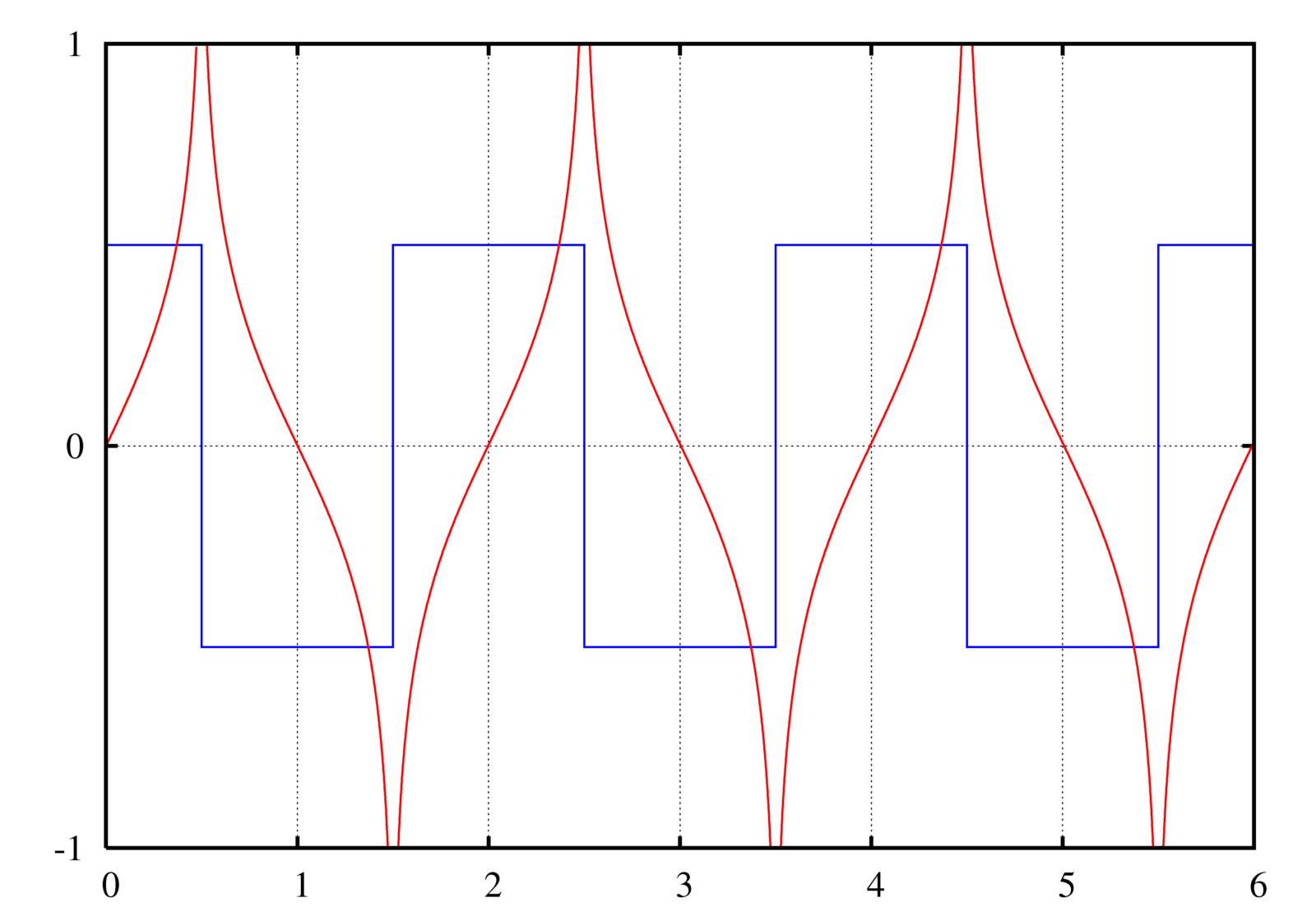
La transformée de Hilbert, en rouge, d'un créneau, en bleu

En mathématiques et en traitement du signal, la transformation de Hilbert, ici notée {\displaystyle {\mathcal {H}}}, d'une fonction de la variable réelle est une transformation linéaire qui permet d'étendre un signal réel dans le domaine complexe, de sorte qu'il vérifie les équations de Cauchy-Riemann.
La transformation de Hilbert tient son nom en honneur du mathématicien David Hilbert, mais fut principalement développée par le mathématicien anglais G. H. Hardy.

## Définition
Soit {\displaystyle s} une fonction définie sur {\displaystyle \mathbb {R} }  à valeur dans {\displaystyle \mathbb {R} }, on appelle transformée de Hilbert la fonction {\displaystyle {\widehat {s}}} définie par:
{\displaystyle {\widehat {s}}(t)={\mathcal {H}}\{s\}(t)={\text{vp}}\left\{(h*s)(t)\right\}={\text{vp}}\left\{\int _{-\infty }^{\infty }s(\tau )h(t-\tau )~{\rm {d}}\tau \right\}={\frac {1}{\pi }}{\text{vp}}\left\{\int _{-\infty }^{\infty }{\frac {s(\tau )}{t-\tau }}~{\rm {d}}\tau \right\}}
où {\displaystyle {\mathcal {H}}} est la transformation de Hilbert et où
{\displaystyle h(t)={\frac {1}{\pi t}}}
et
{\displaystyle {\text{vp}}\left\{\int _{-\infty }^{\infty }s(\tau )h(t-\tau )~{\rm {d}}\tau \right\}=\lim _{\epsilon \to 0}\left\{\int _{-\infty }^{t-\epsilon }s(\tau )h(t-\tau )~{\rm {d}}\tau +\int _{t+\epsilon }^{+\infty }s(\tau )h(t-\tau )~{\rm {d}}\tau \right\}.}
vp étant l'abréviation de valeur principale de Cauchy.
On peut montrer que pour tout réel p > 1,  {\displaystyle {\mathcal {H}}} est un opérateur borné de l'espace Lp(ℝ) dans lui-même.

### Réponse fréquentielle
Il s'ensuit que la transformée de Hilbert d'un signal peut être calculée dans le domaine fréquentiel en remarquant que la transformée de Fourier de la fonction h, notée H est :
{\displaystyle H(\omega )=-{\rm {i}}\operatorname {sgn}(\omega ),}
où
- {\displaystyle H={\mathcal {F}}\{h\}} désigne la transformée de Fourier de h,
- i désigne l'unité imaginaire (parfois notée j)
- {\displaystyle \omega \,} est la fréquence angulaire, et
- {\displaystyle \operatorname {sgn}(\omega )={\begin{cases}\ \ 1,&{\mbox{si }}\omega >0,\\\ \ 0,&{\mbox{si }}\omega =0,\\-1,&{\mbox{si }}\omega <0,\end{cases}}} qui est souvent appelée fonction de signe.

Ainsi, comme la transformée de Fourier d'une convolution est égale au produit des transformées de Fourier de ses constituants, on a:
{\displaystyle {\mathcal {F}}\{{\widehat {s}}\}(\omega )={\mathcal {F}}\{h*s\}(\omega )=H(\omega ){\mathcal {F}}\{s\}(\omega )=-{\rm {i}}\operatorname {sgn}(\omega ){\mathcal {F}}\{s\}(\omega ).}
La transformation  de Hilbert a pour effet de tourner de +90° la composante de fréquence négative de s(t) et de −90° la composante de fréquence positive.
Autrement dit, la transformée de Hilbert tourne de 90° le plan de projection du signal analytique.

### Transformée de Hilbert inverse
On peut remarquer que {\displaystyle H^{2}(\omega )=1^{-}}(excepté en {\displaystyle \omega =0}, où la fonction signe est nulle, ce qui implique {\displaystyle H^{2}(0)=0^{-}}). Donc la transformée de Hilbert inverse apparait clairement :
{\displaystyle s(t)=(h*h*h*{\widehat {s}})(t)={\mathcal {H}}^{3}\{{\widehat {s}}\}(t)={\mathcal {H}}^{-1}\{{\widehat {s}}\}(t).}

## Exemples de transformées de Hilbert
Remarque. Certains auteurs, par exemple Bracewell 1986, utilisent notre {\displaystyle -{\mathcal {H}}} comme définition de la transformation présentée dans la suite. La conséquence est qu'il faut prendre l'opposé de la colonne de droite du tableau.
| Signal {\displaystyle s(t)\,}                   | transformée de Hilbert {\displaystyle {\mathcal {H}}\{s\}(t)}                        |
| ----------------------------------------------- | ------------------------------------------------------------------------------------ |
| {\displaystyle \sin(t)\,}                       | {\displaystyle -\cos(t)\,}                                                           |
| {\displaystyle \cos(t)\,}                       | {\displaystyle \sin(t)\,}                                                            |
| {\displaystyle 1 \over t^{2}+1}                 | {\displaystyle t \over t^{2}+1}                                                      |
| Sinus cardinal {\displaystyle \sin(t) \over t}  | {\displaystyle 1-\cos(t) \over t}                                                    |
| fonction porte {\displaystyle \sqcap (t)}       | {\displaystyle {1 \over \pi }\ln \left\|{t+{1 \over 2} \over t-{1 \over 2}}\right\|} |
| impulsion de Dirac {\displaystyle \delta (t)\,} | {\displaystyle {1 \over \pi t}:=\delta (jt)}                                         |

### Modèle à bande étroite
De nombreux signaux peuvent être modélisés par le produit d'un signal harmonique à support borné, sm(t), et d'une « porteuse » sinusoïdale :
{\displaystyle s(t)=s_{m}(t)\cos(\omega t+\varphi ).}
Lorsque sm(t) n'a pas de composante fréquentielle au-delà de la fréquence de la porteuse, {\displaystyle {\tfrac {\omega }{2\pi }}} Hz, alors :
{\displaystyle {\widehat {s}}(t)=s_{m}(t)\sin(\omega t+\varphi ).}
Donc, la transformation de Hilbert peut être simplement vue comme un circuit qui produit un déphasage de 90° de la fréquence de la porteuse. De plus :
{\displaystyle (\omega t+\varphi )_{\mathrm {mod} \,2\pi }=\arctan \left({{\widehat {s}}(t) \over s(t)}\right)}
d'où on peut reconstruire la porteuse. Puis le message peut être extrait de s(t) par une démodulation cohérente.
En biologie et particulièrement pour l'analyse des signaux électrencéphalographiques (EEG), la démodulation complexe, l'analyse par transformée de Hilbert,, l'analyse en bande étroite, l'analyse de modulation d'amplitude et de phase,, ont été appliquées en électroencéphalographie quantitative, en neurosciences et en imagerie cérébrale par cartographie EEG.

### Représentation analytique
Une représentation analytique d'un signal est définie ainsi à l'aide de la transformée de Hilbert :
{\displaystyle s_{a}(t)=s(t)+{\rm {i}}{\widehat {s}}(t).}
Par exemple pour le modèle à bandes étroites, la représentation analytique est :
| {\displaystyle s_{a}(t)} | {\displaystyle =s_{m}(t)\cos(\omega t+\varphi )+{\rm {i}}s_{m}(t)\sin(\omega t+\varphi )}      |
|                          | {\displaystyle =s_{m}(t)\left[\cos(\omega t+\varphi )+{\rm {i}}\sin(\omega t+\varphi )\right]} |
|                          | {\displaystyle =s_{m}(t){\rm {e}}^{{\rm {i}}(\omega t+\varphi )}} (par la formule d'Euler)     |
Cette opération complexe hétérodyne enlève les composantes de fréquence négative de sm(t). Dans ce cas, la partie imaginaire du résultat est la transformée de Hilbert de la partie réelle. C'est donc une manière indirecte de former une transformée de Hilbert.
Alors que la représentation analytique d'un signal n'est pas nécessairement analytique, il existe un lien avec les fonctions analytiques, qui est en fait la façon dont la transformation de Hilbert est apparue historiquement. L'idée est la suivante. Commençons avec une fonction
{\displaystyle f:\mathbb {R} \to \mathbb {R} .}
On peut l'étendre à une fonction harmonique sur le demi-plan de Poincaré (demi-plan supérieur du plan complexe), à l'aide d'une convolution avec le noyau de Poisson. Toute fonction harmonique est la partie réelle d'une fonction analytique. Maintenant on considère la partie imaginaire d'une fonction analytique, en particulier sa valeur à la frontière. Il apparaît que les valeurs à la frontière sont {\displaystyle {\mathcal {H}}(f)}. Il s'ensuit que la fonction analytique peut être décrite à l'aide de l'intégrale de Poisson de {\displaystyle f+{\rm {i}}{\mathcal {H}}(f)}.

## Considérations pratiques
La fonction h avec h(t)= 1⁄(π t) est un filtre non causal et donc ne peut pas être faite telle quelle, si s est un signal dépendant du temps. Si s est une fonction à variable non temporelle, par exemple des variables spatiales, la non-causalité ne doit pas être un problème. Le filtre est de plus à support non borné, ce qui peut être un problème dans certaines applications. Un autre problème peut apparaître du fait du comportement à fréquence nulle, ce qui peut être évité en s'assurant que s ne contient pas de composante continue.
Une implémentation pratique implique dans de nombreux cas qu'un filtre à support fini, qui peut de plus être rendu causal grâce à un délai raisonnable, est utilisé pour approximer une simulation informatique. Cette approximation peut aussi impliquer que seule une plage de fréquence spécifique est sujette au changement de phase dû à la transformation de Hilbert.

## Transformée de Hilbert discrète
Soit {\displaystyle s[n]} un signal discret et {\displaystyle {\hat {s}}[n]} sa transformation de Hilbert discrète. On a
{\displaystyle {\hat {s}}[n]=s[n]*h[n]}
où {\displaystyle h[n]} représente un noyau de Hilbert discret tel que
{\displaystyle h[n]={\begin{cases}0,&n{\text{ pair}}\\{\frac {2}{\pi n}}&n{\text{ impair}}\end{cases}}}.